# 中馬祥子
中馬 祥子（ちゅうま しょうこ）は、日本の経済学者。研究分野は、女性労働論・非市場経済論・社会的連帯経済・国際経済。学位は、社会学修士。國學院大學経済学部教授。

## 略歴
1990年3月、津田塾大学学芸学部国際関係学科卒業。1991年、ロンドン大学大学院農業経済学専攻修士課程修了後、東京大学文学部社会学専修課程に学士入学。2001年3月、東京大学大学院人文社会系研究科博士課程単位取得退学。日本学術振興会特別研究員を経て、2002年4月より國學院大學経済学部助教授。同准教授を経て、同教授。

## 論文

### 単著
- 「異種労働における『同一の価値』とは何か？：　同一価値労働同一賃金論についての一検討」	『國學院経済学』第58巻第1号	國學院大學経済学会	平成21年12月
- 「マルクス経済学とフェミニズムの不幸な離婚：ケアワーク特殊論への批判を中心に」	『國學院経済学』第55巻第1号	國學院大學経済学会	平成18年11月
- 「開発経済における非市場労働の位置づけ：ジェンダー統計整備の歩みから」	『國學院経済学』第53巻第1号	國學院大學経済学会	平成17年2月
- 「資本主義世界経済の中の非市場労働：女性労働問題に関する一考察」	『共同研究報告　アジア女性の社会的地位(2)』	フェリス女学院大学	平成15年3月
- 「無償労働を評価するのは誰か？：世界システム論に基づく無償労働論の批判的検討」	『アソシエⅤ』	御茶の水書房	平成13年1月
- 「バッコック女性班聴き取り調査：結果分析」	桜井由躬雄責任編集『百穀社通信』第9号	東京大学大学院人文社会系研究科南アジア東南アジア歴史研究室ベトナム村落研究会	平成11年6月
- 「第三世界研究の方法についての一考察－非市場経済領域の理解をめぐって」		東京大学大学院人文社会系研究科1998年度博士課程入学審査論文	平成9年12月
- 「Theoretical frameworks for contemporary peasant societies：validity and limitations of Chayanov model」	dissertation submitted to M.Sc.Course in Agricultural Economics, Wye college, University of London		平成3年9月

### 共著
- 「北ベトナム一集落における市場経済化の諸特性：多元性と平等性、1999-2000年」	『國學院経済学』第52巻第1号	國學院大學経済学会	平成16年2月

## 著書

### 共著
- 「現代資本主義におけるインフォーマル経済の位相」	小幡道昭他編『マルクス理論研究』	御茶の水書房	平成19年3月
- 『現代社会学における歴史と批判(上巻)：グローバル化の社会学』		東信堂	平成15年3月
- 『環境を平和学する！：「持続可能な開発」からサブシステンス志向へ』		法律文化社	平成14年6月
- 『世界システムを読む』		情況出版	平成12年9月
- 『世界社会と社会運動』		梓出版社	平成11年4月

### 翻訳・翻刻書
- 「偶発的な基礎付け：フェミニズムと『ポストモダニズム』による問い」（Butler,J., 1992,‘Contingent Foundations：Feminism and the Question of ‘Postmodernism’in Butler,J. and Scott,J. eds., Feminists Theorize the Political, New York：Routledge.）	『アソシエⅢ』	御茶の水書房	平成12年7月
- ジェソップ,B.「グローバリゼーションと国民的国家(上)(下)」	『アソシエⅠ』、『アソシエⅡ』	御茶の水書房
- 「戦後マルクス主義思想における『国家』」（Jessop,B., 1999,‘The State in Postwar Marxist Thought’, Paper prepared for a general conference held by Associe 21 in Tokyo, 25th April 1999.）	『情況』1999年7月号	情況出版	平成11年7月